# IVAN
IVAN（アイヴァン、1984年2月9日 - ）は、日本のファッションモデル、ミュージシャン、俳優、タレント。スタンフォード所属。
本名はLiera Manuel Ivan（リエラ・マヌエル・イヴァン）。父が日本人とスペイン人のハーフ、母がメキシコ人。メキシコ国籍。趣味はアクセサリー作り、友達作り。特技は英語、スペイン語、ナチュラルフードコーディネート、カラーコーディネート

## 来歴
メキシコ生まれ。1歳の時に奈良県へ移住し、4歳で埼玉県草加市に引っ越した。1998年に第1回沖縄アクターズスクール全国オーディショングランプリに唯一の男子出場者で選ばれ約1年間、歌やダンスのレッスンを受ける。その後渡米しカリフォルニア州サンディエゴの高校に進学。卒業後帰国し、ファッションモデル活動を始める。2004年にはパリ・コレクションでジョン・ガリアーノの 2005年春夏メンズコレクションのモデルに抜擢され世界トップモデルとしても活躍。2007年からPENICILLINのヴォーカリストであるHAKUEIの全面プロデュースによる音楽活動も始める。しかしその後は、音楽活動の方向性の違いや金銭トラブルなどにより旧所属事務所の寮を飛び出して突然失踪、一時はホームレスも経験した。
2013年9月28日放送の『有吉大反省会』（日本テレビ系）に初出演した際に、恋愛対象が男性であることを告白。以降、トランスジェンダータレントとして活動している。2014年度ブレイクタレントランキング2位。

## 著書
- 『IVANTITY ― これが私の生きるRUNWAY ―』 ワニブックス、2014年、ISBN 978-4847092619。
- 『IVANの一生女子宣言!』 宝島社、2015年、ISBN 978-4800230942。

## 主な出演

### テレビドラマ
- SHARK〜2nd Season〜（2014年4月19日 - 、日本テレビ系） - サマンサ 役
- レンタルの恋（2017年2月9日、TBS）

### バラエティ
- サウンドキッズ（2007年8月、テレビ熊本）
- INDIES HOT LINE（2007年8月、スカイパーフェクTV!267ch）
- パロパロmini（2007年9月、テレビユー福島）
- FreePass〜音楽専科〜（2007年9月、テレビせとうち）
- 有吉反省会（2013年9月28日 -2021年9月25日 、日本テレビ系） - レギュラー反省人
- UTAGE!（2014年4月21日 - 、TBS）
- 痛快!明石家電視台（2015年9月 - 、毎日放送） - 不定期出演
- くりぃむクイズ ミラクル9（テレビ朝日） - 不定期出演
- 思考ガチャ！（2021年3月17日、2021年7月2日 - 9月10日 、NHKEテレ） - MC
- グータンヌーボ2（2021年10月12日、関西テレビ放送）

### ウェブテレビ
- 全日本女子パリピ選手権（2018年5月12日- 13日、AbemaTV）[4] - 審査員

### CM
- 奈良電力株式会社（山本商事）（2015年12月1日 - 、奈良テレビ）
- BOAT RACE振興会「ダイナマイトボートレース」（2016年11月1日 - ）

### 舞台
- ミュージカル『RENT』（2015年9月8日 - 10月9日、シアタークリエ） - エンジェル 役

### ミュージックビデオ
- 安室奈美恵『WANT ME, WANT ME』（2005年4月6日）
- ケツメイシ『RHYTHM OF THE SUN』（2014年6月11日）
- 感覚ピエロ『疑問疑答』（2017年6月7日）

## モデル活動
雑誌
- MEN'S NON-NO
- smartMAX
- POPEYE
- FINEBOYS
- Esquire
- HUgE
- KERA
- GQ JAPAN
- 月間デビュー
- 女性自身

主なショー
- NUMBER （N）INE（東京コレクション）
- Roen（東京コレクション）
- N.HOOLYWOOD（東京コレクション）
- issey miyake（東京コレクション）
- Solid Homme（ソウルコレクション）
- John Galliano（パリ・コレクション）

## 音楽作品
シングル
1. Love Me Tender（TMLA-0001、2007年7月25日）
2. Darker Pink（TMLA-0002、2007年7月25日）
3. 光（TMLA-0004、2007年10月24日）